# One Shell Square
Le One Shell Square est un gratte-ciel construit en 1972 à La Nouvelle-Orléans aux États-Unis. Avec 212 mètres et 51 étages, il s'agit du plus haut immeuble de la ville. 
L'immeuble a été rebaptisé sous le nom de Hancock Whitney Center en 2018.